# カンザス/カンザス経由→N.Y.行き
カンザス/カンザス経由→N.Y.行き（原題：Kansas）は、1988年のアメリカ合衆国の犯罪ドラマ映画。偶然出会った対照的な二人の青年が、別々の道を歩んでいくさまを描く。

## あらすじ
好青年のウェイドは友人の結婚式に出席するためニューヨークへ向かう途中だったが、車が大破したので仕方なく貨物列車に飛び乗る。有蓋車の中から手を出してウェイドを引っ張り上げたのは、ドイルという前科持ちの男だった。
ドイルに誘われてカンザスの街に降りたウェイドだったが、ドイルに脅されて銀行強盗の片棒を担がされる事になる。警察の追っ手を逃れるため、彼らは二手に分かれて逃亡する。
ウェイドは橋のそばでじっと身を隠していたが、そこで彼は少女の叫び声を耳にする。ウェイドを追いかけていたパトカーと知事の車が接触し、中にいた娘が川に転落したのだった。知事の娘を救助したことでウェイドは街の英雄として称えられてしまう。

## キャスト
※括弧内は日本語吹替（初回放送1992年10月29日 テレビ東京『木曜洋画劇場』）
- ドイル・ケネディ：マット・ディロン（入江崇史）
- ウェイド・コーリー：アンドリュー・マッカーシー（真地勇志）[1]
- ロリ・ベイルズ：レスリー・ホープ（伊藤美紀）
- バックショット：ブレント・ジェニングス（荒川太郎）
- 娼婦：キーラ・セジウィック（松岡ミユキ）
- ジョージ・ベイルズ：アーレン・ディーン・スナイダー（藤本譲）
- ネルソン・ノードクィスト：アラン・トイ（伊藤和晃）
- 知事：ハリー・ノーサップ（吉水慶）
- フリーナー：アンディ・ロマーノ
- コニー：ブリン・セイヤー
- テッド：クリント・アレン
- アルビン：ブレット・ピアソン
- ロドリゲス：ジョセフ・R・スクリボ
- ファーソン：ケン・ボーアー
- ケネディ：T・マックス・グラハム
- ベイルズ夫人：ミミ・ウィクリフ
- 陸軍軍曹：ルイス・ジャンバルボ